# Asom Gana Parishad

Delstaten Assam, som före kolonisationen var ett självständigt kungadöme. AGP vill ge området ökat självstyre, men som en del av Indien.

Asom Gana Parishad, AGP (bengali:অসম গণ পরিষদ; "Assams folkförening"), är ett politiskt parti i Assam i Indien. AGP grundades 1985 och har varit i regeringställning två gånger, 1985 till 1989 och 1996 till 2001, som ett av partierna i valalliansen National Democratic Alliance (NDA).
AGP står för ökat lokalt självstyre och federalism. Partiordförande är Brindaban Goswami.